# Дейв Бентон
Дейв Бентон (ест. Dave Benton; справжнє ім'я — Ефрен Ежен Беніта; нар. 31 січня 1951 (74 роки), О. Аруба, Кюрасао і залежні території) — естонський музикант і попспівак, в дуеті з Танел Падаром переміг в конкурсі пісні Євробачення 2001 в Копенгагені.

## Біографія
Народився в 1951 році на острові Аруба, на той час — колонії Королівства Нідерландів (в 1954—1986 острів входив до складу автономії Нідерландські Антильські острови). Коріння його батька — в Зімбабве, а матері — в Польщі.
Почав артистичну кар'єру на Арубі. У 25 років вирушив до США, до Лас-Вегаса, де виступав в різних шоу-програмах, зокрема співав у гуртах The Drifters, The Platters і у Тома Джонса. Переїхавши в Нідерланди, брав участь там в різних шоу-проєктах. У 1994 році прийняв пропозицію брати участь у мюзиклі «City Lights» в Берліні. Крім роботи в Німеччині, виступав також в інших європейських країнах.
З 1997 року живе в Естонії. Після спільної з Танел Падаром перемоги в конкурсі Євробачення 2001 стає одним з найзнаменитіших попмузикантів Естонії. На конкурсі Бентон та Падар виконали пісню «Everybody», а у виступі брала участь також група «2XL». При цьому Бентон став першим і єдиним темношкірим виконавцем, який переміг на Євробаченні. В кінці того ж року випустив свій перший сольний альбом «From Monday to Sunday».

## Родина
В Нідерландах у 1980-х роках, познайомився зі своєю нинішньою дружиною — естонкою Маріс, у шлюбі з якою у нього народилися дві дочки — Сіссі та Ліза.